# سان-ديديي-دو-فورمان
سان-ديديي-دو-فورمان (بالفرنسية: Saint-Didier-de-Formans)‏ هي بلدية فرنسية تقع في إقليم الآن. رمز إنسي لها هو:1347. أما الرمز البريدي لها فهو: 1600.